# Herb obwodu tomskiego
Herb obwodu tomskiego przedstawia na tarczy francuskiej w polu zielonym srebrnego skaczącego konia z czerwonym językiem.
Na tarczy korona cesarska. Tarcza okolona jest dębowymi gałęziami przeplecionymi wstęgą w barwach flagi obwodu (biało-zielona).
Herb przyjęty został 29 maja 1997 roku. Nawiązuje do herbu Tomska pochodzącego z 1783 roku.

## Literatura
- И.В.Борисов,Е.Н.Козиа "Геральдка России". АСТ Москва 2006

## Galeria

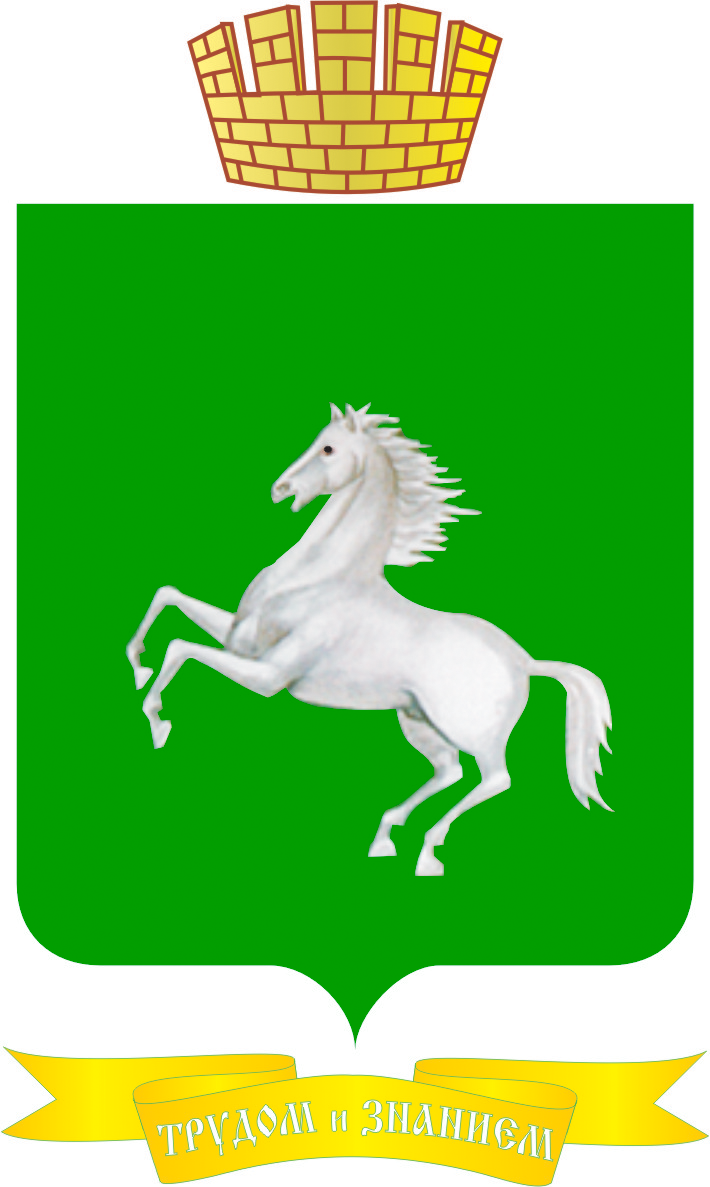
Herb Tomska - podstawa opracowania herbu regionu
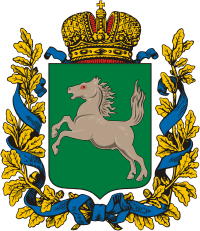
Herb guberni tomskiej